# Viktor Kejru
Viktor Džonovič Kejru (Ruski: Виктор Джонович Кейру; Rostov na Donu, 31. siječnja 1984.) je bivši ruski profesionalni košarkaš koji je igrao na poziciji niskog krila. 

## Ruska reprezentacija
Član je ruske košarkaške reprezentacije. Bio je član reprezentacije na Olimpijskim igrama u Pekingu 2008.

## Privatnost
- Njegov otac je iz Sierra Leonea, dok je majka Ukrajinka.
- Njegova sestra Katarina je bila član ženske ruske košarkaške U-21 reprezentacije
- Njegov brat Ola (Ола) je slavni televizijski voditelj MTV Rusije

## Vanjske poveznice
- Profil na Euroleague.net
- Profil na Cskabasket.com